# George Romney (malarz)
George Romney (ur. 15 grudnia 1734 w Dalton-in-Furness, zm. 15 listopada 1802 w Kendal) – brytyjski malarz, tworzący portrety angielskiego, XVIII-wiecznego społeczeństwa.

## Życiorys
Urodził się 15 grudnia 1734 roku w Dalton-in-Furness. W latach 1755–1757 był uczniem wędrownego portrecisty Christophera Steele’a. Gdy dotarł do północnych hrabstw Anglii, zaczął malować portrety, licząc sobie kilka gwinei za sztukę. Dzięki namalowaniu obrazu Śmierć generała Wolfe’a uzyskał nagrodę Royal Society of Arts, jednakże niemal natychmiast przerzucił się na malowanie portretów. W 1764 roku po raz pierwszy odwiedził Paryż, gdzie zaprzyjaźnił się z Josephem Vernetem. Dziewięć lat później udał się do Rzymu, gdzie studiował freski Rafaela Santiego, w Stanzach Watykańskich. Zgłębiał także twórczość Antonia da Correggia w Parmie i Tycjana w Wenecji. Dzięki tym wyprawom namalował Panią Carwardine i syna (w 1775) oraz Sir Christopher i Lady Sykes (w 1786). Trzymał się z dala od Royal Academy of Arts i innych artystów, zawierając przyjaźnie wśród filozofów i literatów. Około 1781–1782 roku poznał Emmę Hart (późniejszą metresę admirała Nelsona), która została jego muzą. Romney namalował ponad 50 portretów lady Hamilton. Zmarł 15 listopada 1802 roku w Kendal.

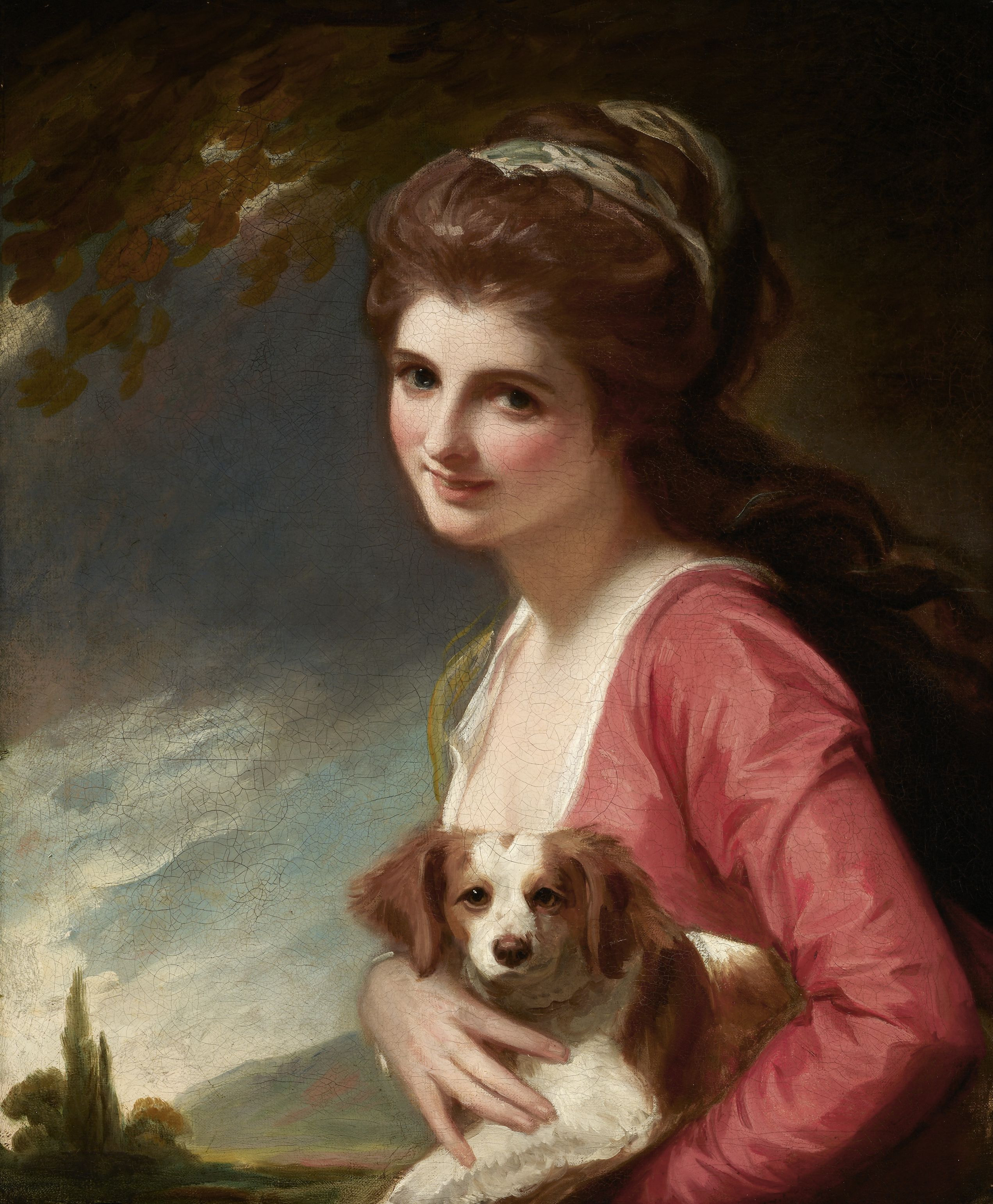
Portret Lady Hamilton (1782), Frick Collection, Nowy Jork
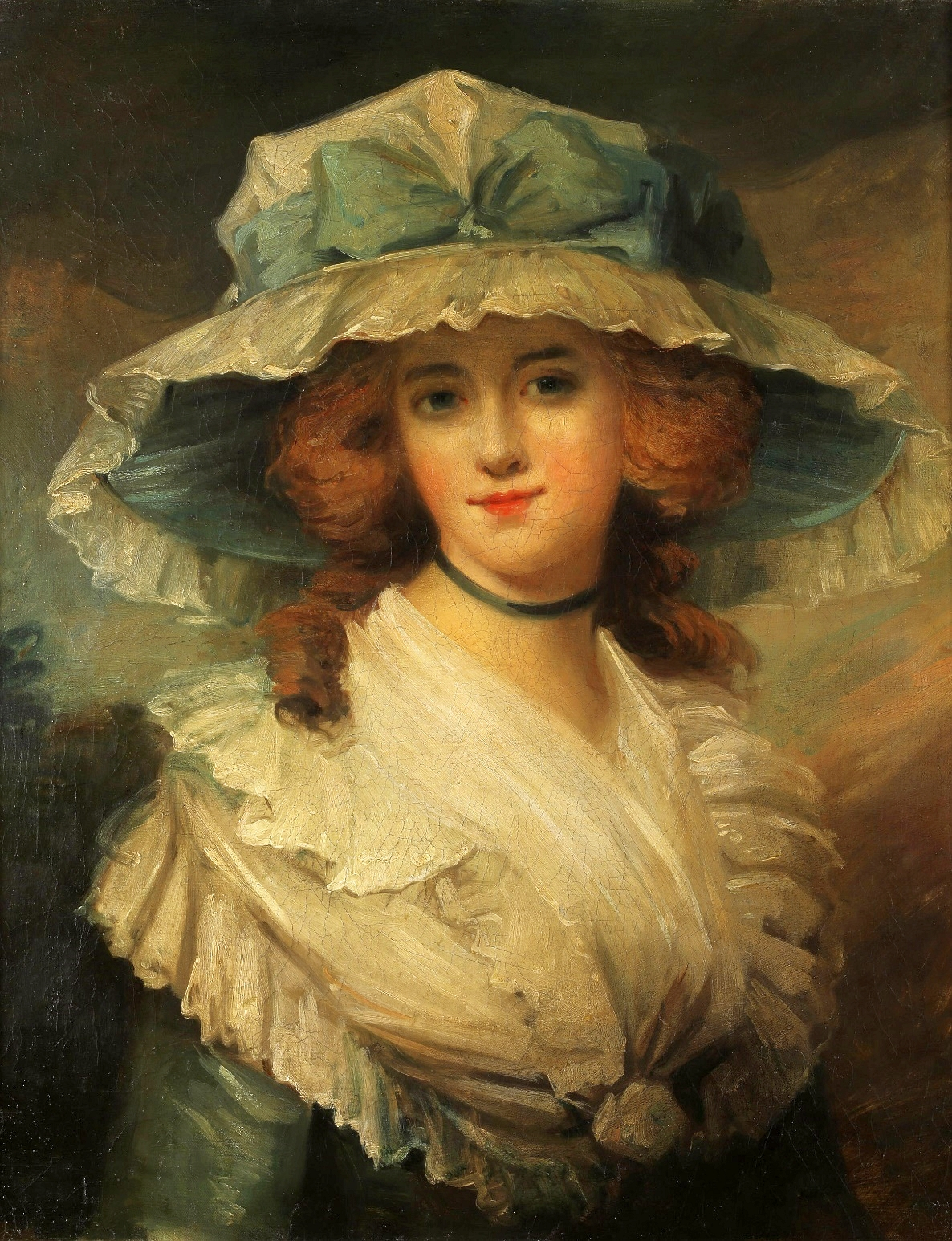
Portret damy (II poł. XVIII w.), Zamek Królewski na Wawelu, Kraków
Miss Juliana Willoughby (1781-1783), National Gallery of Art, Waszyngton